# Empfangsturm Utlandshörn
Der Empfangsturm Utlandshörn war ein 65 Meter hoher Fachwerkturm aus Eichenholz auf dem Areal der Empfangsstelle Utlandshörn. Dieser Turm trug an vier aus Teakholz gefertigten Auslegern, die an der Spitze der Konstruktion angebracht waren, Drahtantennen zum Empfang von Kurzwellensignalen. Er wurde 1935 errichtet. Mitte 1976 wurde er durch eine – inzwischen ebenfalls verschwundene – Antennenanlage, die an Stahltürmen befestigt war, ersetzt und Anfang 1977 abgerissen.
Er war zu diesem Zeitpunkt einer der letzten großen Holztürme in Deutschland.
Aus dem Holz des abgerissenen Turmes wurden einige Schnitzereien und sonstige Schmuckstücke angefertigt.